# Přepychy (district de Pardubice)
Pour les articles homonymes, voir Přepychy.
Přepychy (en allemand : Pschepich) est une commune du district de Pardubice, dans la région de Pardubice, en République tchèque. Sa population s'élevait à 83 habitants en 2024.

## Géographie
Přepychy se trouve à 7 km au sud-est de Chlumec nad Cidlinou, à 21 km au nord-ouest de Pardubice, à 25 km à l'ouest-sud-ouest de Hradec Králové et à 78 km à l'est de Prague.
La commune| est limitée par Klamoš au nord, par Malé Výkleky et Vápno à l'est, par Strašov au sud, et par Újezd u Přelouče à l'ouest.

## Histoire
La première mention écrite de la localité date de 1337.

## Transports
Par la route, Litošice se trouve à 8,5 km de Chlumec nad Cidlinou, à 26 km de Pardubice et à 95 km de Prague. 